# Green Valley Farms, Texas
Green Valley Farms là một nơi ấn định cho điều tra dân số (CDP) thuộc quận Cameron, tiểu bang Texas, Hoa Kỳ. Năm 2010, dân số của nơi này là 1272 người.

## Dân số
- Dân số năm 2000: 720 người.
- Dân số năm 2010: 1272 người.